# Selkirkia
Famille
Genre
Selkirkia est un genre éteint de vers marins de l'embranchement des Priapulida, le seul de la famille des Selkirkiidae. Selkirkia a vécu au Cambrien moyen.

## Liste desespèces
- † Selkirkia columbia Conway Morris, 1977
- † Selkirkia spencei Resser, 1939
- † Selkirkia willoughbyi Conway Morris & Robison, 1986